# فرد كلير
فرد كلير (بالإنجليزية: Fred Claire)‏ هو مسير رياضي أمريكي، ولد في 5 أكتوبر 1935 في جيمستاون في الولايات المتحدة.